# Пантана-Санта Розалија-Макија (Козенца)
Пантана-Санта Розалија-Макија је насеље у Италији у округу Козенца, региону Калабрија.
Према процени из 2011. године у насељу је живело 392 становника. Насеље се налази на надморској висини од 42 m.